# San Antonio Yaaxhom
San Antonio Yaaxhom är en ort i Mexiko.   Den ligger i kommunen Oxkutzcab och delstaten Yucatán, i den östra delen av landet, 1 000 km öster om huvudstaden Mexico City. San Antonio Yaaxhom ligger 52 meter över havet och antalet invånare är 115.
Terrängen runt San Antonio Yaaxhom är platt. Runt San Antonio Yaaxhom är det glesbefolkat, med 18 invånare per kvadratkilometer. Närmaste större samhälle är Oxkutzkab, 8,9 km nordost om San Antonio Yaaxhom. I omgivningarna runt San Antonio Yaaxhom växer i huvudsak städsegrön lövskog.